# Forças Revolucionárias da Família G9 e Aliados
As Forças Revolucionárias da Família G9 e Aliados (em crioulo haitiano:  Fòs Revolsyonè G9 an Fanmi e Alye) é uma federação de 12 gangues liderada pelo ex-policial haitiano Jimmy Chérizier. Juntamente com outras gangues afiliadas, controla mais de 80% da capital do Haiti, Porto Príncipe.
Em março de 2024, a gangue se envolveu em uma fuga da prisão que resultou na fuga de mais de 4.700 prisioneiros, levando à renúncia do primeiro-ministro Ariel Henry.

## Histórico

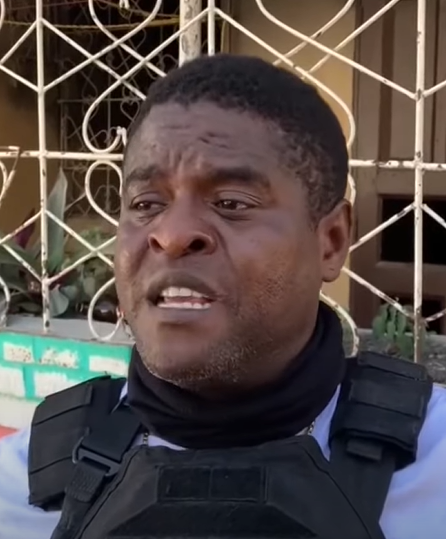
Jimmy Chérizier, o fundador do G9 em janeiro de 2024

A Família G9 foi fundada por Chérizier em junho de 2020, tendo sua própria gangue, a Delmas 95, sendo um dos membros fundadores. O G9 originalmente tinha apenas nove gangues, mas logo se expandiu para doze.
O G9 tem rivalidade com a gangue haitiana G-Pep. Em 2022, confrontos entre ambas levaram à morte de 89 pessoas em Porto Príncipe.

## Atividades
O G9 tinha um relacionamento com o presidente haitiano assassinado Jovenel Moïse, tendo obtido armas, uniformes policiais e outros apoios, mesmo após a demissão de Cherizier da força policial. O G9 também tem rivalidade com a gangue haitiana G-Pep, tendo lutado com eles. A gangue está bem armada, capaz de usar veículos aéreos não tripulados.